# Rétablissement de la paix

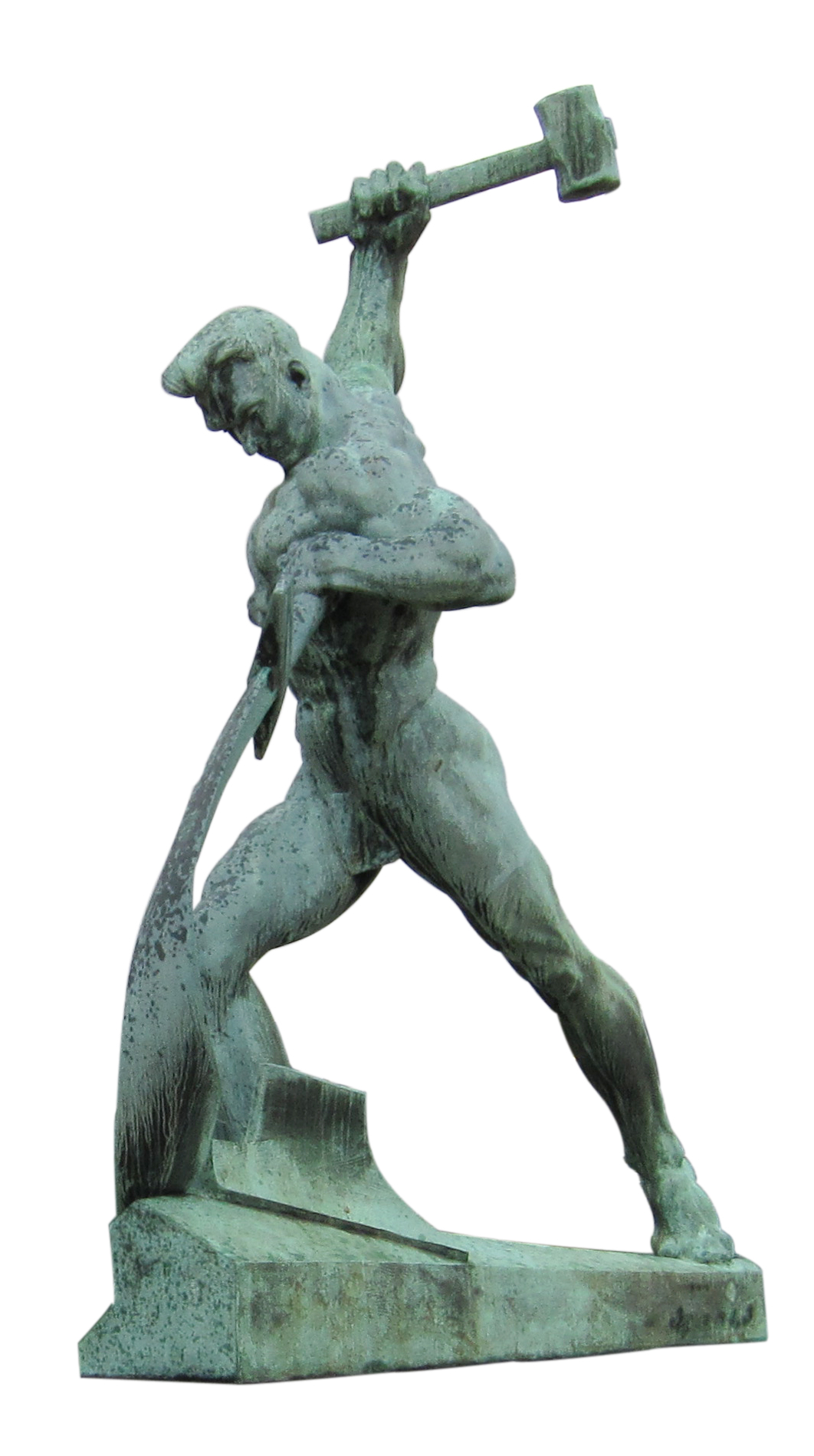
De l'épée à la charrue, bronze de Evgueni Voutchetitch, siège des Nations Unies, New-York.

Le rétablissement de la paix est une action de transformation pratique d’un conflit armé axée sur l'établissement de relations de pouvoir équitables et suffisamment solides pour prévenir les conflits futurs.

## Historique et définition
Le Secrétaire général des Nations unies Boutros Boutros-Ghali en donnait la définition suivante dans son rapport « Agenda pour la paix » de 1992 : « Le rétablissement de la paix vise à rapprocher des parties hostiles, essentiellement par des moyens pacifiques tels que ceux prévus au Chapitre VI de la Charte des Nations unies. » Ledit chapitre de cette charte adoptée en 1945 prévoit en effet en son article 33 que « les parties à tout différend dont la prolongation est susceptible de menacer le maintien de la paix et de la sécurité internationales doivent en rechercher la solution, avant tout, par voie de négociation, d'enquête, de médiation, de conciliation, d'arbitrage, de règlement judiciaire, de recours aux organismes ou accords régionaux, ou par d'autres moyens pacifiques de leur choix ». Le Chapitre VI de la Charte des Nations unies prévoit en outre les modalités de recours et d’intervention du Conseil de sécurité des Nations unies.
Le rétablissement de la paix tel qu’il est entendu aujourd’hui inclut souvent l'établissement de moyens de s'entendre sur des décisions éthiques au sein d'une communauté, ou entre des parties qui s'étaient auparavant engagées dans des réponses inappropriées (c'est-à-dire violentes) au conflit. Le rétablissement de la paix vise à parvenir à une réconciliation totale entre les adversaires et à une nouvelle compréhension mutuelle entre les parties en conflit et toutes leurs parties prenantes.

### Sens étendu
Lorsqu'il est étendu au domaine du droit pénal, le rétablissement de la paix est habituellement appelé justice réparatrice, mais parfois aussi justice transformatrice, un terme inventé par une théoricienne et militante de la justice, la Canadienne Ruth Morris. Un exemple simple de rétablissement de la paix est celui obtenu par différents types de médiation, généralement entre deux parties et impliquant un tiers, un facilitateur ou un médiateur.

### Distinction entre concepts voisins
Plusieurs concepts voisins de celui de rétablissement de la paix sont à distinguer :
- Maintien de la paix (en anglais : peacekeeping) : cette activité vise à empêcher la reprise d’un conflit armé mais ne traite pas les causes du conflit et reste sans effet sur le changement social. En outre cette activité est seulement possible après un conflit, pas avant.
- Consolidation de la paix (en anglais : peacebuilding) : cette activité désigne toute intervention destinée à prévenir la reprise ou le commencement d’un conflit violent en en traitant les causes profondes et en créant une attente sociétale de résolution pacifique des conflits afin d’aboutir à une paix durable et de stabiliser la société politiquement et économiquement. L’amélioration de la sécurité humaine est l’objectif prioritaire de la consolidation de la paix.
- Résolution de conflit (en anglais : conflict resolution) est un concept associé aux relations humaines, principalement lié au management et aux méthodes et outils d'aide à la prise de décision. Elle consiste dans le choix d'une solution à un affrontement et sa mise en œuvre. Cette pratique intervient dans le processus de rétablissement de la paix dont il constitue une partie.

## Méthodes

### Qualification
Les personnes qui maîtrisent l'utilisation de techniques non violentes sous pression et ceux qui conduisent d'autres personnes dans une telle résistance ont généralement démontré leur capacité à ne pas réagir à une provocation violente et se trouvent donc être les plus aptes à travailler au rétablissement de la paix avec des groupes de personnes qui ont pu subir la violence et l'oppression, en maintenant la coordination et l'ordre pendant les phases souvent difficiles du rapprochement. Compte tenu de ce fait, et du fait qu'ils ne préconisent pas de réponses violentes, ce sont généralement ces leaders qui sont les plus qualifiés pour le rétablissement de la paix lorsque des conflits ont été déclenchés entre les parties hostiles. Bien entendu, le processus de rétablissement de la paix en lui-même se distingue profondément de la logique du pacifisme ou de l'utilisation de techniques de protestation non violente ou de désobéissance civile, même si elles peuvent être pratiquées par les mêmes personnes.

### Champ d'action
Même si le rétablissement de la paix a acquis ses lettres de noblesse au niveau des États-nations et des organisations internationales, notamment depuis le rapport « Agenda pour la paix », l’approche n’est pas spécifique aux grands conflits systémiques, souvent entre factions, dans lesquels aucun membre de la communauté ne peut éviter de s'impliquer, et dans lesquels aucune faction ou segment ne peut prétendre être totalement innocent des problèmes, par exemple les situations post-génocide ou les situations extrêmes d'oppression comme l'apartheid. Le rétablissement de la paix est en effet une approche universelle et séculaire des conflits à tous les niveaux et entre toutes les parties, et ses principes peuvent être généralisés et utilisés dans de nombreux types de conflits différents. Dans les affaires internationales contemporaines, en particulier après la fin de la guerre froide, le concept de rétablissement de la paix a souvent été associé à l'imposition aux parties belligérantes d'un règlement de paix, généralement sous les auspices d'une organisation internationale, parfois par l’entremise d’une ONG.

## Approches traditionnelles
Dans les petites sociétés traditionnelles, le rétablissement de la paix implique souvent des rituels. Par exemple, Alula Pankhurst a produit des films sur le rétablissement de la paix dans les communautés éthiopiennes.
L’approche biblique est bien illustrée par ce verset tiré du prophète Isaïe qui écrivait au VIIIe siècle av. J.-C. : « Il sera juge entre les nations, il sera l’arbitre d’une multitude de peuples. De leurs épées ils forgeront des socs de charrue, de leurs lances des serpes : une nation ne lèvera plus l’épée contre une autre, et on n’apprendra plus la guerre ». La notion de justice est ici clairement associée à l’établissement de la paix. Ce verset a d’ailleurs inspiré la statue érigée devant le siège des Nations unies à New York, curieusement un cadeau de l’URSS à l’ONU en 1959. L’approche du judaïsme est prolongée par celle de Jésus : « Heureux ceux qui procurent la paix, car ils seront appelés fils de Dieu ! ». Cette position de Jésus détermine à son tour une tendance au sein du christianisme à valoriser la paix. Les premières générations du christianisme ont été pacifistes, refusant de servir dans l’armée romaine, rejointes en cela plus tard par certains mouvements issus de la Réforme radicale (mennonites et quakers sont les plus connus).
L'Église catholique a toutefois changé son point de vue sur le rétablissement de la paix au cours des siècles. Augustin d'Hippone a été amené à formuler les principes de la guerre juste qui même s’ils veulent encadrer et limiter les risques de guerre, reconnaissent la guerre comme un moyen d’action nécessaire auxquels les chrétiens doivent participer. Dans son discours aux Nations unies en 1965, le pape Paul VI s’est néanmoins écrié « Plus jamais la guerre, plus jamais la guerre ! ».
Mohandas Karamchand Gandhi est largement reconnu comme un théoricien important des stratégies de rétablissement de la paix. Il a noté en particulier que les dirigeants qui avaient réussi à mettre en œuvre des stratégies violentes étaient contre-productifs en temps de paix, simplement parce que ces stratégies devaient alors être abandonnées. Mais si un mouvement avait adulé et imité ces gens, il était peu probable qu'il puisse jamais établir une paix permanente même avec les factions qu'il avait conquises ou dominées, simplement parce que les dirigeants manquaient de compétences et étaient devenus des dirigeants en partie pour leur capacité à réprimer l'autre camp. Par conséquent, même si un mouvement bénéficiait d'une action violente, et même si cette action était extrêmement efficace pour mettre fin à une autre forme d'oppression, aucun mouvement qui cherchait la paix à long terme ne pourrait sans risque donner ces actes ou ces personnes comme exemple moral ou conseiller de les imiter. Les vues de Gandhi ont influencé les éthiciens modernes dans leur critique du terrorisme, dans laquelle même ceux qui soutiennent les objectifs doivent dénoncer les méthodes et éviter de faire, par exemple, d'un kamikaze un héros.

## Coopération internationale
L'idée qu'une ligue des nations contrôlerait les conflits et favoriserait la paix entre les États a été exposée en 1795 par Emmanuel Kant dans son livre Vers la paix perpétuelle, qui connut un retentissement considérable.
Le XIXe siècle a également vu le développement du droit international avec les premières Conventions de Genève établissant des lois sur les secours humanitaires en temps de guerre et les conférences de La Haye de 1899 et 1907 régissant les règles de la guerre et le règlement pacifique des différends internationaux.
C’est aussi l’époque de l’émergence du pacifisme. La première « Société de la Paix » est créée en 1830 par Jean-Jacques de Sellon. Plusieurs personnes de divers pays se réunissent entre le Château d'Allaman et Genève à son initiative et la « Société de la Paix de Genève » est alors fondée. Le premier Congrès de la Paix européen, convoqué par la London Peace Society à l'initiative de l'American Peace Society, se réunit à Londres en 1843. Un congrès se tient à Bruxelles en 1848 puis - présidé par Victor Hugo - à Paris du 22 au 24 août 1849. Viennent ensuite les congrès de Francfort-sur-le-Main en 1850, puis de Londres en 1851. Puis la Ligue internationale et permanente de la paix ou Ligue internationale de la paix et de la liberté est fondée en 1867 à Genève par Frédéric Passy.
En 1889, l’Union interparlementaire (UIP, en anglais IPU pour Inter-Parliamentary Union) est créée par Frédéric Passy. Cette organisation mondiale des parlements des États souverains est la plus ancienne des institutions internationales à caractère politique. Afin de promouvoir la paix et le principe de l'arbitrage international, elle a jeté les bases de ce qui est aujourd'hui la coopération multilatérale institutionnelle et a plaidé pour la création d'institutions analogues au niveau gouvernemental, qui se sont concrétisées sous la forme de l'Organisation des Nations unies. L'Union a également contribué à la création de ce qui est aujourd'hui la Cour permanente d'arbitrage de La Haye.
Le Bureau international de la paix (BIP) (en anglais International Peace Bureau – IPB), sorte de fédération pacifiste internationale, fut fondée en 1891 et récompensée par le prix Nobel de la paix en 1910.
En 1910, Andrew Carnegie crée la Fondation Carnegie pour la paix internationale (en anglais : Carnegie Endowment for International Peace) qui devient une organisation non gouvernementale et un cercle de réflexion et d'influence global (think tank) dédiée au développement de la coopération interétatique mais aussi à la promotion des intérêts des États-Unis sur la scène internationale.
Après la première Guerre mondiale est établie la Société des Nations avec le soutien actif du président américain Woodrow Wilson, à laquelle l’actuelle Organisation des Nations unies emprunte une bonne partie de son ADN. L’ONU est intervenu dans d’innombrables situations soit en déléguant des envoyés spéciaux pour négocier, soit en déployant des opérations d’interposition et de maintien de la paix (dans 71 situations entre 1948 et 2019).
La Cour permanente d'arbitrage de La Haye établie en 1899 par la première conférence de La Haye est remplacée en 1922 par la Cour permanente de justice internationale sous l’égide de la Société des Nations, puis en 1945 par la Cour internationale de justice qui est un organe de l’ONU.

## Le temps des ONG
De nombreux acteurs non étatiques et non institutionnels travaillent pour résoudre les conflits, dans le cadre de ce qu’on a appelé la diplomatie parallèle. Ces intervenants ne prétendent pas se substituer à la diplomatie étatique dont ils n’ont ni les moyens humains ni les ressources matérielles, mais ils offrent des moyens d’action plus flexibles et personnalisés qui leur donnent accès à certains groupes rebelles inaccessibles aux diplomates des États, soit qu’ils ressortent d’organisations non reconnues, soit que ces groupes aient une forte défiance vis-à-vis des acteurs officiels, soit que cela permette aux États une approche indirecte et confidentielle, donc à moindre risque, à moindre coût et sans les contraintes de validation que suppose une action officielle. En ce sens le développement des ONG a permis de mieux répondre au fat que, depuis la fin du XXe siècle, de nombreux groupes terroristes ou indépendantistes ont investi la scène guerrière, à commencer par Al-Qaïda et ses attentats du 11 septembre 2001 sur le sol américain.
Les organisations non gouvernementales sont également plus à même d’appréhender les problèmes d’ordre social, culturel, identitaire, ethnique et religieux qui échappent en partie aux diplomaties officielles alors qu’ils tendent à se multiplier dans toutes les régions du monde.
Il existe plusieurs centaines d’organisations civiles ou religieuses investies de près ou de loin dans le rétablissement de la paix. Un précurseur en la matière a été Initiatives et Changement, créée en 1938 sous le nom de Réarmement moral, dont le rôle historique dans la réconciliation dans plusieurs conflits en Europe ou pendant la décolonisation a été largement reconnu. La Communauté de Sant'Egidio, organisation catholique créée en 1968 à Rome, est quant à elle intervenue avec succès au Mozambique, en Algérie, au Kosovo et dans plusieurs autres situations.
Les années 1990 ont vu une forte croissance du nombre de ces organisations. Toutefois, beaucoup n’ont pu se maintenir, d’abord pour des questions économiques. Une ONG peut difficilement rentabiliser une action de résolution de conflit dont les résultats sont par définition incertains. D’autres ont voulu s’institutionnaliser et ont alors perdu ce qui faisait leur différence et leur efficacité sans pour autant disposer de la légitimité ni des moyens de la diplomatie officielle.